# Bairdia crosskeiana
Bairdia crosskeiana är en kräftdjursart. Bairdia crosskeiana ingår i släktet Bairdia och familjen Bairdiidae. Inga underarter finns listade.